# Culicicapa
Culicicapa là một chi chim trong họ Stenostiridae.

## Các loài
- Culicicapa ceylonensis
- Culicicapa helianthea